# Motorway M6
L'autostrada M6 è l'autostrada più lunga del Regno Unito.

## Tracciato
Ha una lunghezza totale di 364,8 km. L'autostrada passa le città di Coventry, Birmingham, Stoke-on-Trent, Warrington, Preston terminando a Carlisle, presso la frontiera scozzese.